# Masayuki Matsubara
Masayuki Matsubara (né le 7 février 1939) est un lutteur japonais spécialiste de la lutte libre. Il participe aux Jeux olympiques d'été de 1960 en combattant dans la catégorie des poids mouches (-52 kg). Il remporte la médaille d'argent.

## Palmarès

### Jeux olympiques
- Jeux olympiques de 1960 à Rome,  Italie
  -  Médaille d'argent.